# II Roman New Orleans Jazz Band
II Roman New Orleans Jazz Band è un album discografico della Seconda Roman New Orleans Jazz Band, inciso alla vigilia della partenza della band per l'Unione Sovietica nel 1957.

## Il disco
Questo LP rappresenta il meglio del Dixieland della città di New Orleans.

## Tracce
I brani sono in tutto dieci, cinque per ogni lato.
Lato A:
1. New Orleans Function - 4:19
2. When the Saints Go Marchin' In - 3:26
3. St. Louis Blues - 3:15
4. Maple Leaf Rag - 2:12
5. Jazz Me Blues - 3:24

Lato B:
1. I'm Coming Virginia - 4:10
2. Chinatown my Chinatown - 2:30
3. Memphis Blues - 4:19
4. Seven Come Eleven - 3:00
5. The Hucklebuck - 2:50 (pezzo del repertorio di Louis Armstrong che la Roman ha incluso nel disco per rendergli omaggio)

## Formazione
I componenti di questa band, nata nel 1952 con precedenti musicali già dal 1949, che hanno inciso questo disco sono:
- Puccio Sboto - pianoforte, vibrafono
- Peppino D'Intino - batteria
- Carlo Loffredo - contrabbasso, chitarra, banjo
- Piero Saraceni - tromba
- Peppino De Luca - trombone
- Gianni Sanjust - clarinetto

La presentazione della band e dei brani del disco sono di Vincenzo Micocci e di Salvatore Biamonte.

## Registrazione
Il disco è stato registrato negli studi della RCA Italiana in Roma il 10 ed il 14 maggio del 1957.
- Tecnico del suono: Benito Bolle.
- Supervisione: Ioseph De Angelis.
- Fotocolor: Biancamaria Bevacqua

## Casa discografica
RCA Italiana, A 10 V 0105, 1957